# Lanjarón
Lanjarón es una localidad y municipio español situado en la parte occidental de la comarca de la Alpujarra Granadina, en la provincia de Granada, comunidad autónoma de Andalucía. Limita con los municipios de Órgiva, Vélez de Benaudalla, El Pinar, Lecrín, Nigüelas, Dúrcal, Dílar, Capileira, Bubión, Pampaneira, Soportújar y Cáñar. Cuenta con una población de 3660 habitantes (INE 2024). Por su término discurren los ríos Guadalfeo —incluido el embalse de Rules, Ízbor y Lanjarón.
El municipio lanjaronense comprende únicamente el núcleo de población de Lanjarón —capital municipal— así como los diseminados de Caravache y Pilones.
Gran parte de su término lo ocupa el parque nacional y natural de Sierra Nevada.

## Historia
No hay constancia de ocupación humana hasta el siglo XIII, cuando un grupo de colonizadores bereberes se asentaron aquí. Es posible que fuesen ellos quienes diesen el nombre al pueblo, que seguramente es una castellanización de "Al-lancharon", "lugar de manantiales" en árabe. Se trata de una formación aumentativa en -ón sobre una forma *lanjar, ella misma adaptación árabe (lal-angurun, langarun) de un colectivo abundancial en -ar del término prerromano, quizá celta lancha «lugar abundante en aguas y manantiales o charcos» (quizá en relación última con el latín lacus, «lago»). Es evidente que el significado del topónimo es especialmente apropiado al lugar. Compárese Lancha de Cenes (Granada, Granada) o incluso el doblete Lancharón, en Arenas de San Pedro (Ávila).

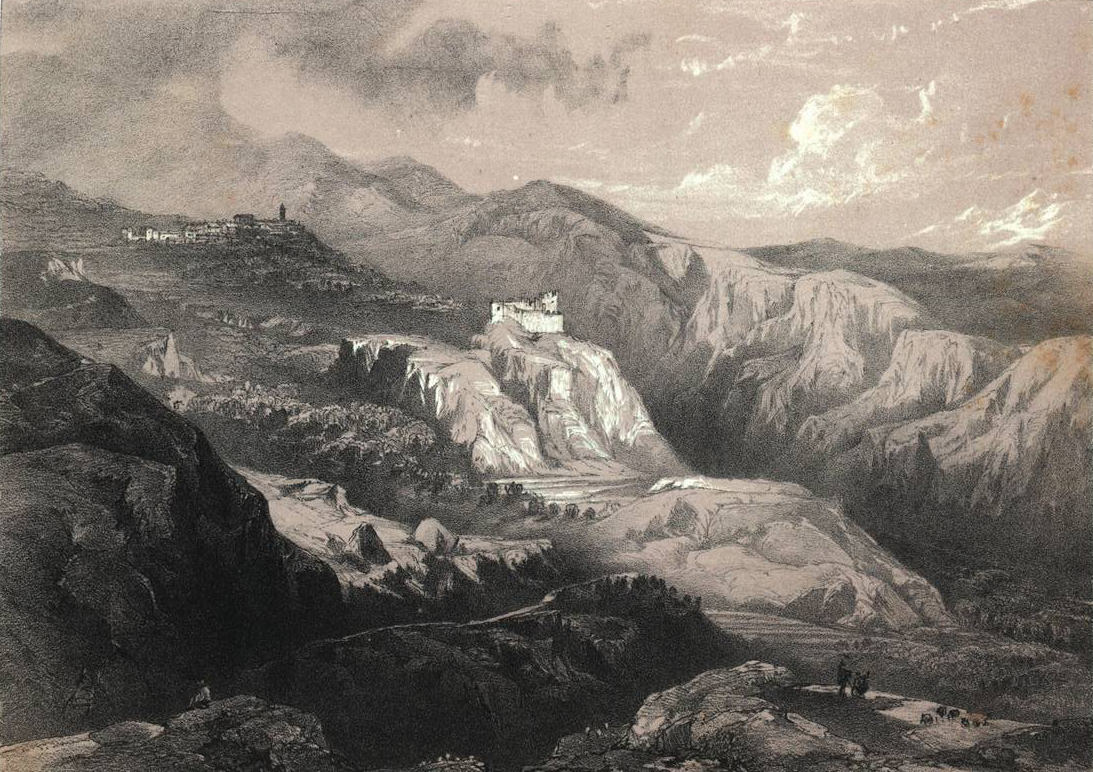
Vista de Lanjarón (c. 1853)

Permanecería en manos musulmanas hasta la caída del Reino de Granada, en 1492, cuando pasó a manos cristianas, aunque se permitió permanecer en la localidad a sus originarios moradores. Precisamente ese sería el origen de los más turbulentos acontecimientos en la historia de Lanjarón con motivo de la rebelión de los moriscos. Eran estos los antiguos musulmanes convertidos al cristianismo a la fuerza. Se rebelaron a finales de 1568, en un vano intento por recuperar sus antiguas costumbres y religión.
Llegaron a Lanjarón los rebeldes el 26 de diciembre de dicho año, día posterior a la Navidad, y encontraron a los cristianos viejos, traídos para repoblar el reino, refugiados en la iglesia, temerosos de su suerte. Cercaron e incendiaron la misma y en ella perecieron, abrasadas, dieciséis personas, aparte del propio edificio que quedó completamente arruinado. Finalmente tropas enviadas por Felipe II bajo el mando de su ilegítimo hermano Don Juan de Austria acabaron con la rebelión.
No volvieron a repetirse tan luctuosos hechos en Lanjarón y la vida del pueblo continuó pacífica hasta nuestros días. A finales del siglo XIX sí que se registraron algunas convulsiones, pero esta vez por causas naturales, concretamente terremotos y epidemias de cólera que durante un tiempo asolaron la zona. Al fin entró el siglo XX pero con él no vino la industrialización, que no recaló en Lanjarón. Solo en el último tercio de siglo el turismo dio algo de resoplido a este pueblo.

## Demografía
Lanjarón cuenta con una población de 3660 habitantes (INE 2024).
| Gráfica de evolución demográfica de Lanjarón entre 1842 y 2021                                                      |
| |
| Población de derecho según los censos de población del INE Población de hecho según los censos de población del INE |

## Economía
La economía local estuvo tradicionalmente ligada a la agricultura, habiendo dejado paso últimamente al sector servicios, en concreto al turismo, y a un sector industrial representado por una sola industria, Aguas de Lanjarón. Si Lanjarón es relativamente conocido en toda España es por la presencia de los diferentes manantiales de los que Aguas de Lanjarón extrae el agua que después vende. Las diferentes campañas promocionales, sobre todo a través de televisión, que esta empresa lleva a cabo, han proporcionado una cierta popularidad al nombre Lanjarón.

### Evolución de la deuda viva municipal
El concepto de deuda viva contempla sólo las deudas con cajas y bancos relativas a créditos financieros, valores de renta fija y préstamos o créditos transferidos a terceros, excluyéndose, por tanto, la deuda comercial.
| Gráfica de evolución de la deuda viva del Ayuntamiento de Lanjarón entre 2008 y 2024                |
| |
| Deuda viva del Ayuntamiento de Lanjarón, en miles de euros, según datos del Ministerio de Hacienda. |

## Comunicaciones
- Acceso oeste, el principal, que permite llegar desde la capital provincial, Granada, o desde la Costa del Sol. Se realiza a través de la A-44 (también llamada E-902) en cuyo kilómetro 164 enlaza con la A-348. En el kilómetro 6 de ésta comienza Lanjarón.
- Acceso este, proviniendo del interior de la Alpujarra Granadina. En este caso no hay perdida posible pues la A-348, que atraviesa la mencionada comarca, pasa por Lanjarón por lo que, sin remedio, tropezaremos con la villa.

## Servicios públicos

### Educación
En el municipio hay varios centros escolares. El CEIP Lucena Rivas ofrece las etapas educativas de infantil (3, 4 y 5 años) y primaria (desde 1.º hasta 6.º). Después la mayoría de los alumnos acuden al IES Lanjarón donde se cursa la ESO. Finalmente, las personas que deciden continuar con los estudios post-obligatorios asisten al IES Alpujarra situado en el cercano municipio de Órgiva, que brinda las modalidades de Bachillerato de Ciencias Sociales, Humanidades y Ciencias, además de los ciclos formativos medios de electricidad y de administración y el ciclo formativo superior de turismo. Para llegar al centro los alumnos disponen de un autobús público gratuito cuyo viaje dura unos 15-20 minutos. Al IES Alpujarra también acuden alumnos de los municipios de Órgiva, Torvizcón, Bubión, Pampaneira, La Taha o Busquístar entre otros muchos de la Alpujarra Granadina.

## Cultura

### Patrimonio
Entre sus monumentos y lugares más destacados cabe señalar el Balneario de Lanjarón, una construcción de primera mitad del siglo XX en estilo neomudéjar. Destacan las dos torres que lo flanquean.
La iglesia, de finales del siglo XVI y principios del XVII, fue construida para sustituir a la anteriormente incendiada en los acontecimientos de 1568. Está bajo la advocación de la Virgen de la Encarnación.
Las ruinas del castillo de Lanjarón, aunque en realidad no tuviera entidad de castillo lo que allí se alzó. No está claro su origen y, pese a que entre los lugareños es conocido como "el castillo de los moros", es muy posible que sea una edificación cristiana, posterior a la ocupación árabe. Está situado fuera del casco urbano del pueblo, aunque muy cerca, actualmente solo quedan en pie parte de los muros exteriores, todos en muy mal estado.
Cualquiera de las tres ermitas que se encuentran dentro del propio casco urbano, más otras dos cerca.
Los tres cañones, dos de ellos antiguos y otro del siglo XX, que se han colocado a lo largo del término.
Y, por último, el llamado Barrio Hondillo, el más típico de la población, con sus callejones y pilares adornados de flores y macetas.

### El agua de Lanjarón

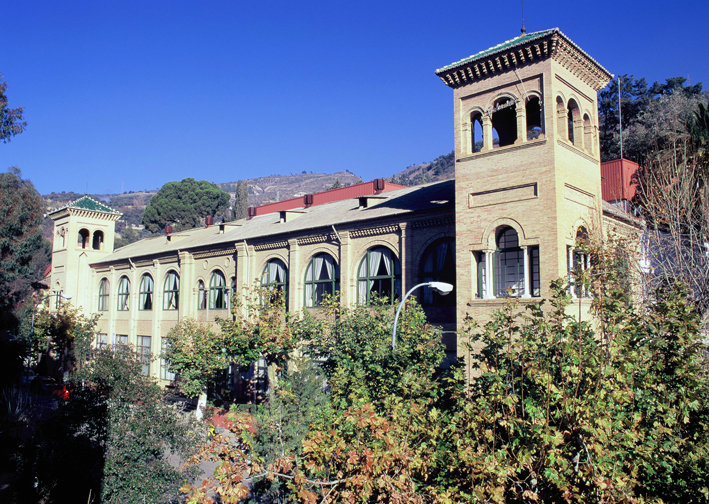
Edificio de manantiales del balneario de Lanjarón.

Tras las diferentes campañas televisivas de Aguas de Lanjarón es inevitable asociar el nombre del pueblo con el agua. Son numerosos los manantiales, nutridos con la nieve de Sierra Nevada, que se pueden encontrar en el término municipal, sobre todo en la falda del Cerro del Caballo, por encima del propio casco urbano.
Sus propiedades medicinales no fueron descubiertas hasta finales del siglo XVIII, y no comenzó su explotación comercial hasta finales del XIX, a cargo de la duquesa de Santoña, motrileña con intereses en Lanjarón. Ella inició la edificación de lo que con el tiempo se ha convertido en el actual edificio del balneario de Lanjarón, aunque la mayor parte de lo que ahora puede verse se debe a la familia Carrillo, burgueses santaferinos que expandieron su capital aquí.
Pasó con el tiempo por diferentes manos, de bancos sobre todo. Como negocio complementario se empezó a embotellar y vender el agua, pasando esta línea, con el tiempo, a ser la principal, quedando la de balnearioterapia como secundaria. Finalmente adquirió tanto la embotelladora como el balneario el grupo Danone, que desgajó ambas líneas de negocio vendiendo el balneario a un grupo inversor en el que participa uno de sus propios directivos y la Junta de Andalucía.[cita requerida]
Lanjarón tiene una serie de fuentes de agua fresca y potable, esparcidas por las calles y plazas. La mayoría tiene inscripta una frase breve o un poema, en general de Federico García Lorca, y los locales y visitantes las utilizan para beber y refrescarse.

### Fiestas y tradiciones
Las fiestas del pueblo se celebran en torno al 24 de junio, día de San Juan el Bautista, abarcando generalmente el fin de semana más próximo, además del propio día del santo. En dichas fiestas destaca la celebración en la noche de San Juan, de la tradicional «carrera del agua», que consiste en verter cubos de agua a los lugareños y visitantes que se encuentran en la calle, lo que contrasta con la tradición generalizada de celebrar esta noche alrededor del fuego.
Sin embargo, el patrón del pueblo es San Sebastián, cuya festividad se celebra el 20 de enero con una procesión.
También hay que destacar la Semana Santa, fechas en las que las Hermandades y Cofradías procesionan por las calles del pueblo. El Miércoles Santo con la Cofradía de Jesús del Ecce-Homo y María Santísima de la Salud y Esperanza, el Jueves Santo con la Hermandad de Nuestro Padre Jesús Nazareno, el Viernes Santo con la Cofradía del Santísimo Sacramento y Santo Entierro y la Hermandad de Nuestra Señora María Santísima de los Dolores y Soledad, Madrugá del Sábado Santo con la Hermandad de Nuestra Señora María Santísima de los Dolores y Soledad, Domingo de Resurrección, Procesión del Resucitado por las Hermandades y Cofradías de Lanjarón.
Fue sede del XIII Festival de Música Tradicional de la Alpujarra en 1994.